# 美麗島系
美麗島系，簡稱美麗島，是臺灣政黨民主進步黨內派系之一，主要由過往黨外運動時代參與《美麗島雜誌》與美麗島事件的黨員組成，主要成員黃信介、許信良、施明德、張俊宏等。美麗島主張提倡選舉參政、議會路線，試圖以此作為取得政策影響力的途徑，認為臺灣人民有主張獨立或統一的自由，並認為也需兼顧海峽兩岸關係。1999年隨著許信良退黨而快速式微。

## 歷史
1983年中華民國立法委員選舉，黨外運動新生代吳乃仁、邱義仁、林世煜等透過黨外運動雜誌《生根》（即原《深耕》雜誌）推出的“美麗島系統連線”候選人獲得大勝，以康寧祥為首的黨外運動主流系統慘敗，“黨外四人行”中的康寧祥、張德銘、黃煌雄均落選。
美麗島在民主進步黨創黨初期與新潮流為兩大主流派系，以黃信介、許信良、施明德、張俊宏等美麗島事件當事人為其代表，陳月瑛、陳文茜也是知名的成員。美麗島曾設置智庫台灣政治經濟研究室，學生運動雜誌《南方雜誌》創辦人呂建興（自覺運動當事人）曾任主任研究員。隨著1999年5月許信良退黨、1999年11月黃信介逝世等因素，美麗島而快速式微，其成員大多數轉入新世紀辦公室和新動力辦公室。
1995年施明德聯合新黨參選立法院院長，以一票之差敗於劉松藩。1997年許信良結合新潮流參選1998年民主進步黨主席選舉，與同為美麗島參選黨主席的張俊宏嚴重交惡，許張二人還引發一段「割袍斷義」的風波；後來張俊宏以一票之差落選民進黨中執委，失去競選黨主席的資格。
1998年底，美麗島不少派系成員不滿許信良的主張大膽西進以及主張民進黨跟執政黨國民黨合作，先以張俊宏為首的美麗島其他成員另組新世紀辦公室；1999年5月許信良退黨參選總統後，又以許榮淑為首的美麗島其他成員另組新動力辦公室，再以2004年民進黨立法委員陳勝宏召集美麗島僅剩人馬成立綠色友誼，最後以2005年施明德變節脫離民進黨，美麗島就已名存實亡。

## 評價
2001年8月25日，黨外運動作家李敖說，美麗島事件後，美麗島人都坐牢，美麗島人的律師卻在戰場上撿戰利品，美麗島人只剩呂秀蓮在政治舞台上，陳菊位置較小，「其他則都不見了」。
2016年7月1日，前民進黨青年發展部主任周奕成說，「民進黨的傳奇，在美麗島之後就沒有了」。
2017年3月17日，國立中山大學退休教授、前建國黨決策委員陳茂雄說，以前美麗島獨大時，民進黨內也產生反美麗島聯盟促使美麗島萎縮；反美麗島聯盟的成功，是因為當時民進黨初選制度採計黨員投票，反美麗島聯盟所擁有的黨員當然比美麗島多，因而壓下美麗島。
2017年5月24日，前民進黨立法委員蔡啟芳爆料，民進黨長期被新潮流與美麗島把持，要當黨主席的人必須看這兩個派系的臉色，因為這兩個派系在全國各地皆有經營黨員、代繳黨費等，所以各地方黨部主任委員或黨代表不是新潮流、就是美麗島。同月25日，民進黨秘書長洪耀福回應，民進黨過去因中下階層黨員較多而有些公職人員幫忙代繳黨費，但是繳黨費制度已經改了很多年，現在一年黨費新臺幣300元多是黨員親自去繳。
2018年5月31日，呂秀蓮在臺灣桃園國際機場說，美麗島世代幾乎都退黨，現在的民進黨已經不是當年獻身擁抱的民進黨，民進黨已經失去黨德、黨魂、黨紀。
2018年10月12日，前民進黨立法委員許國泰表示，他是民進黨創黨元老之一，他對民進黨看得太透徹，民進黨正在撕毀創黨理想，現在蔡英文政府執政多數暴力，律師世代根本沒有理想性，只有美麗島前輩才有理想性。2020年11月18日，前美麗島系資深黨員暨美麗島電子報董事長吳子嘉在東森新聞台《關鍵時刻》說，他深諳民進黨的生態，「這個民進黨本來就是黑社會，這也沒什麼了不起的」。
2024年9月，呂秀蓮在中天新聞台《新聞千里馬》說，美麗島世代的民進黨有使命感、有一定的道德原則，「我們批評國民黨不好的地方，我們自己不能犯。但後來看到：很多的民進黨，尤其當權派，他們的一些作為就是當年我們反對的。」呂秀蓮批評，很多政黨都用黨紀要求黨員服從，卻不問是非道德，「那還高喊什麼自由民主？」